# Чудзялуд
Чудзялу́д (рос. Чудзялуд) — присілок у Вавозькому районі Удмуртії, Росія.
Населення — 86 осіб (2010; 82 в 2002).
Національний склад (2002):
- удмурти — 93 %

Урбаноніми:
- вулиці — Валінська